# Amyris pinnata
Amyris pinnata är en vinruteväxtart som beskrevs av Carl Sigismund Kunth. Amyris pinnata ingår i släktet Amyris och familjen vinruteväxter. Inga underarter finns listade i Catalogue of Life.